# Amfion
Amfion je v grški mitologiji sin Zevsa in Antiope.
S piskanjem na piščali je premikal drevje in kamenje; tako je zgradil Tebe in postal kralj. Ko sta mu Apolon in Artemida pobila otroke, je napravil samomor.